# Poštová banka
Poštová banka (oficiálně 365.bank, a. s., odštepný závod Poštová banka) je slovenská banka, která v minulosti působila i v České republice. Odštěpný závod Poštová banka pobočka ČR ukončil činnost v roce 2021. 
Banka je součástí skupiny 365.bank a.s.

## Historie
Poštová banka vznikla v roce 1993. Od roku 2000 má svá obchodní místa na slovenských poštách.
Banka byla dceřinou společností české holdingové společnosti J&T Finance Group, jejímiž akcionáři jsou slovenští podnikatelé Ivan Jakabovič a Jozef Tkáč (oba po 45,05 %) a čínská společnost Rainbow Wisdom Investment (9,9 %). V roce 2021 se banka stala odštěpným závodem 365.bank.
V roce 2025 byla 365.bank a.s. odkoupena belgickou KBC Bank NV. Transakce ještě podléhá příslušným schválením regulačních orgánů a antimonopolních úřadů.

## Úvěrové obchody
- V září 2003 byl poskytnut úvěr liechtenštejnskému holdingu Elana Anstalt, který byl zajištěn majetkem bývalé skupiny Charouz Holding.[7][8][9] Zastavena byla i Vila Miloše Havla,[10] jejímž majitelem se v roce 2013 stal fond Náš prvý realitný, který spravuje Prvá penzijná správcovská spoločnosť Poštovej banky.[11]
- 30. dubna 2012 byly od společností AB - Credit a Kingwater Holdings odkoupeny pohledávky za Spolkem pro chemickou a hutní výrobu, za které ručí holding Via Chem Group.[12][13]
- V únoru 2015 byl prohlášen konkurz na ocelárny Slovakia Steel Mills, kterým Poštová banka půjčila 6 milionů eur.[14][15]
- Poštová banka je věřitelem holdingu Energochemica, ve kterém v minulosti vlastnila 3 % akcií.[16]